# Battaglia di Wilson's Wharf
La battaglia di Wilson's Wharf (conosciuta anche come battaglia di Fort Pocahontas) è stata un episodio della Campagna Terrestre del generale nordista Ulysses S. Grant contro l'Armata Confederata della Virginia Settentrionale del generale Robert E. Lee.

## La battaglia
Il 24 maggio 1864 una divisione di cavalleria sudista, sotto il comando del maggiore generale Fitzhugh Lee attaccò un deposito di rifornimenti nordisti a Wilson's Wharf, sul fiume James.
Le forze confederate vennero respinte da due reggimenti delle United States Colored Troops sotto il comando del brigadiere generale Edward A. Wild.